# Кондега
Кондега — река в России, протекает по Ленинградской области.
Исток — болото Чёрный остров в Лодейнопольском районе, западнее деревни Пирозеро, севернее деревень Большие и Малые Коковичи.
Течёт на запад, пересекает границу Волховского района. В нижнем течении на реке находятся деревни Кизлярское, Малыжино, Спирово, Малочасовенское и Сорзуй.
Устье реки находится в 54 км от устья Паши по правому берегу. Длина реки — 44 км, площадь водосборного бассейна — 328 км².
Притоки (от устья к истоку):
- В 6,4 км от устья — Везий (правый)
- В 11 км от устья — Парметка (левый).
- Мягруй (левый)
- В 21 км от устья — Сарка (левый).
- Ольховец (левый)
- Большой Валдас (правый)
- Кодой (правый)

## Данные водного реестра
По данным государственного водного реестра России относится к Балтийскому бассейновому округу, водохозяйственный участок реки — Свирь, речной подбассейн реки — Свирь (включая реки бассейна Онежского озера). Относится к речному бассейну реки Нева (включая бассейны рек Онежского и Ладожского озера).
Код объекта в государственном водном реестре — 01040100812102000013758.